# 赫爾西 (密蘇里州)
赫爾西（英語：Hulsey）是位於美國密蘇里州華盛頓縣的非建制地區。

## 歷史
赫爾西的郵局於1890年設立，其後於1916年停運。

## 地理
赫爾西所處的海拔為高於海平面288米（即945英呎），而該地所採用的時區為UTC-6，即北美中部時區（CST）。同時該地設有夏令時間，為UTC-6調快一小時，即UTC-5（CDT）。